# خمان كندي
الخَمَان الكندي نوع نباتي ينتمي إلى جنس الخَمَان من الفصيلة المسكية.
موطنه الأصلي النصف الشرقي من الولايات المتحدة وصولاً إلى شرق كندا.

## معرض صور

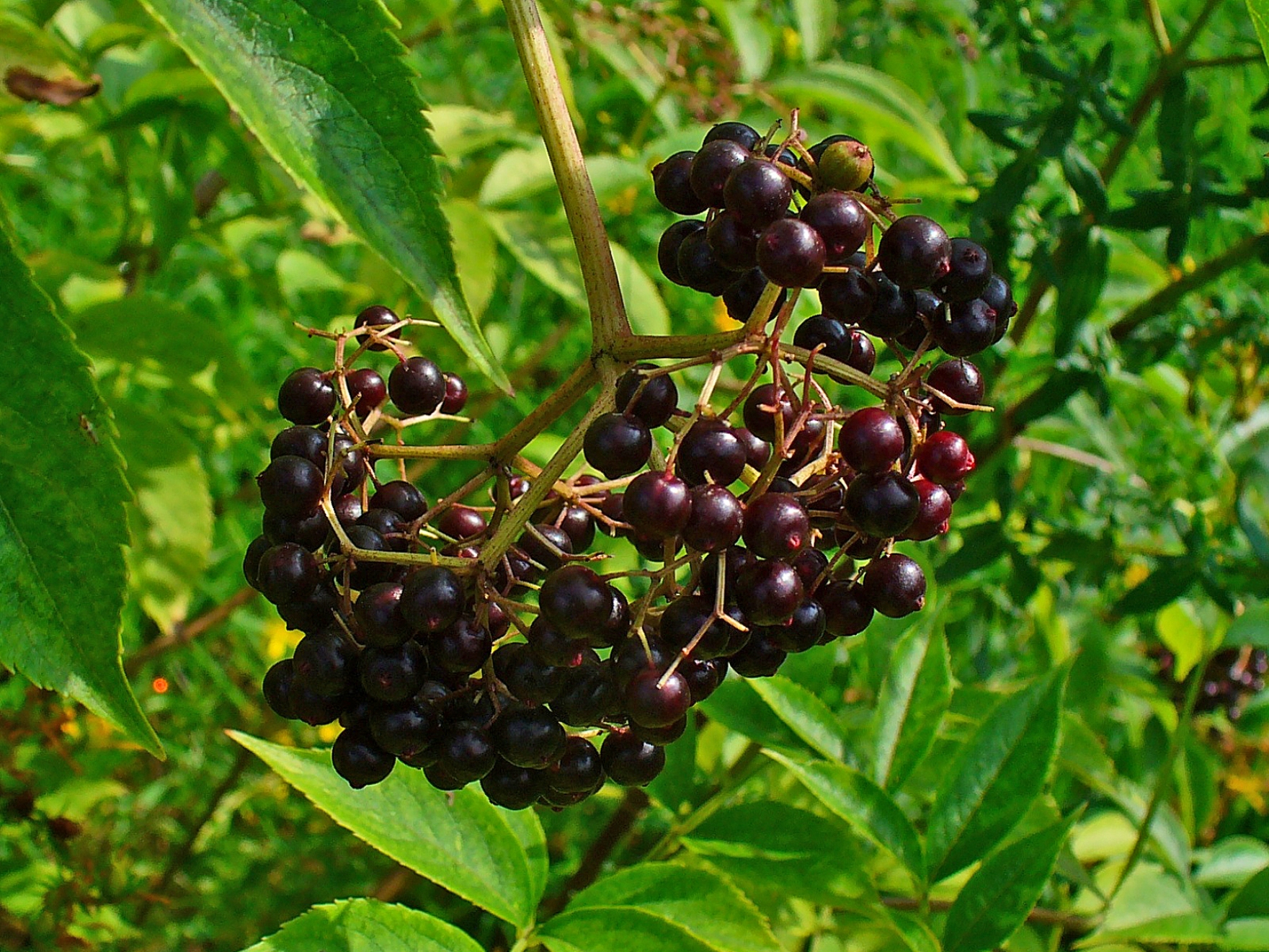
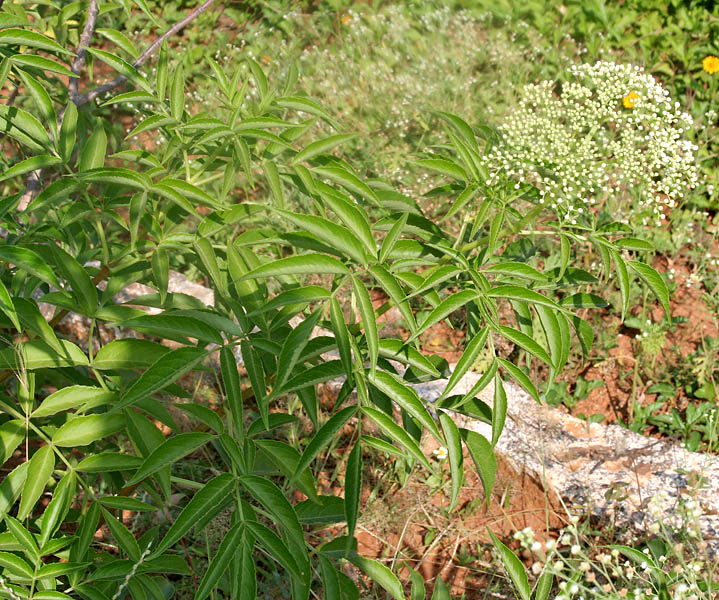
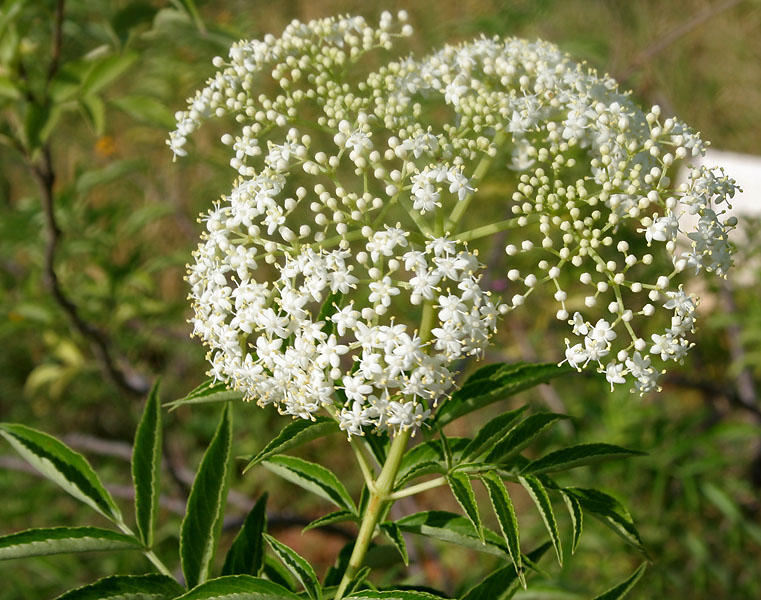